# 1966年メキシコグランプリ
1966年メキシコグランプリ (1966 Mexican Grand Prix) は、1966年のF1世界選手権第9戦（最終戦）として、1966年10月23日にシウダ・デポルティーバ・マグダレナ・ミクスカで開催された。
メキシコグランプリの開催は5回目で、レースは全長5 km (3.1 mi)のコースを65周する325 km (202 mi)の距離で行われた。それは新しい3リッター規定の下での最初の走行だった。
本レースはイギリス出身のジョン・サーティースがクーパー・T81-マセラティで優勝し、フェラーリからクーパーに移籍してからの初勝利を挙げた。ブラバム・BT20-レプコを駆る本年度王者でオーストラリア出身のオーナードライバーであるジャック・ブラバムがサーティースから8秒遅れの2位、同じくブラバム・BT20を駆るブラバムのチームメイトでニュージーランド出身のデニス・ハルムが1周遅れの3位となった。
サーティースはこの勝利でチームメイトのヨッヘン・リントを上回り、ドライバーズランキング2位を確定させた。

## レース概要
ジョン・サーティースは、シーズン半ばにフェラーリからクーパーへ移籍してからの初勝利を挙げた。彼は6周目にジャック・ブラバムからリードを奪ってから首位を独走していく。フェラーリはイタリア国内の労働ストライキの影響でイギリスGPに続いて今シーズン2戦目の欠場、ジム・クラークはギアボックスの問題を抱えて早々にリタイア、BRM勢もレース前半でリタイアした。前年のメキシコGPで優勝したリッチー・ギンサーは、前年同様スタートでトップに立ったものの、前年のようなパンチ力はなく徐々に順位を落としていく。しかし、レースの進行とともに順位を上げていき、地元出身のペドロ・ロドリゲスがリタイアした頃には3位まで順位を戻した。ギンサーは2位のブラバムを追うが、逆にギンサーを追っていたチームメイトのデニス・ハルムを援護するブラバムの巧みなブロックでハルムに抜かれて4位に落ち、そのままフィニッシュした。ギンサーは58周目にファステストラップを記録し、ホンダにこの年唯一の入賞をもたらした。チームメイトのロニー・バックナムは電気配線の短絡によりマシンが突然火を噴いてピットインを余儀なくされたが、応急処置を施しコースに復帰してから猛烈な追い上げを見せ、8位まで順位を戻した。ギンサーとバックナムはこの年を最後にホンダを離れ、結果的にこれが両者ともF1最後のレースとなった。ブラバムは唯一サーティースと同一周回の2位までフィニッシュした。
3リッター規定の初年度は、5種類のエンジンと5つのコンストラクターが勝利を挙げた。

## エントリーリスト
| チーム                                     | No. | ドライバー               | コンストラクター | シャシー | エンジン                    | タイヤ |
| ------------------------------------------ | --- | ------------------------ | ---------------- | -------- | --------------------------- | ------ |
| チーム・ロータス                           | 1   | ジム・クラーク           | ロータス         | 43       | BRM P75 3.0L H16            | F      |
| チーム・ロータス                           | 2   | ピーター・アランデル     | ロータス         | 33       | BRM P60 1.9L V8             | F      |
| チーム・ロータス                           | 11  | ペドロ・ロドリゲス       | ロータス         | 33       | クライマックス FWMV 2.0L V8 | F      |
| オーウェン・レーシング・オーガニゼーション | 3   | グラハム・ヒル           | BRM              | P83      | BRM P75 3.0L H16            | D      |
| オーウェン・レーシング・オーガニゼーション | 4   | ジャッキー・スチュワート | BRM              | P83      | BRM P75 3.0L H16            | D      |
| ブラバム・レーシング・オーガニゼーション   | 5   | ジャック・ブラバム       | ブラバム         | BT20     | レプコ 620 3.0L V8          | G      |
| ブラバム・レーシング・オーガニゼーション   | 6   | デニス・ハルム           | ブラバム         | BT20     | レプコ 620 3.0L V8          | G      |
| クーパー・カー・カンパニー                 | 7   | ジョン・サーティース     | クーパー         | T81      | マセラティ 9/F1 3.0L V12    | D      |
| クーパー・カー・カンパニー                 | 8   | ヨッヘン・リント         | クーパー         | T81      | マセラティ 9/F1 3.0L V12    | D      |
| クーパー・カー・カンパニー                 | 9   | モイセス・ソラーナ       | クーパー         | T81      | マセラティ 9/F1 3.0L V12    | D      |
| バーナード・ホワイト・レーシング           | 10  | イネス・アイルランド     | BRM              | P261     | BRM P60 1.9L V8             | F      |
| ホンダ・R&D・カンパニー                    | 12  | リッチー・ギンサー       | ホンダ           | RA273    | ホンダ RA273E 3.0L V12      | G      |
| ホンダ・R&D・カンパニー                    | 14  | ロニー・バックナム       | ホンダ           | RA273    | ホンダ RA273E 3.0L V12      | G      |
| アングロ・アメリカン・レーサーズ           | 15  | ダン・ガーニー           | イーグル         | T1F      | クライマックス FPF 2.8L L4  | G      |
| アングロ・アメリカン・レーサーズ           | 16  | ボブ・ボンドゥラント     | イーグル         | T1G      | ウェスレイク 58 3.0L V12    | G      |
| ブルース・マクラーレン・モーターレーシング | 17  | ブルース・マクラーレン   | マクラーレン     | M2B      | フォード 406 3.0L V8        | F      |
| レグ・パーネル・レーシング                 | 18  | マイク・スペンス         | ロータス         | 25       | BRM P56 2.0L V8             | F      |
| R.R.C. ウォーカー・レーシングチーム        | 19  | ジョー・シフェール       | クーパー         | T81      | マセラティ 9/F1 3.0L V12    | D      |
| アングロ・スイッセ・レーシングチーム       | 22  | ヨアキム・ボニエ         | クーパー         | T81      | マセラティ 9/F1 3.0L V12    | F      |
| ソース:                                    |     |                          |                  |          |                             |        |

## 結果

### 予選
| 順位    | No. | ドライバー               | コンストラクター        | タイム  | 差    | グリッド |
| ------- | --- | ------------------------ | ----------------------- | ------- | ----- | -------- |
| 1       | 7   | ジョン・サーティース     | クーパー-マセラティ     | 1:53.18 | -     | 1        |
| 2       | 1   | ジム・クラーク           | ロータス-BRM            | 1:53.50 | +0.32 | 2        |
| 3       | 12  | リッチー・ギンサー       | ホンダ                  | 1:53.56 | +0.38 | 3        |
| 4       | 5   | ジャック・ブラバム       | ブラバム-レプコ         | 1:53.95 | +0.77 | 4        |
| 5       | 8   | ヨッヘン・リント         | クーパー-マセラティ     | 1:54.19 | +1.01 | 5        |
| 6       | 6   | デニス・ハルム           | ブラバム-レプコ         | 1:54.21 | +1.03 | 6        |
| 7       | 3   | グラハム・ヒル           | BRM                     | 1:54.61 | +1.43 | 7        |
| 8       | 11  | ペドロ・ロドリゲス       | ロータス-クライマックス | 1:54.78 | +1.60 | 8        |
| 9       | 15  | ダン・ガーニー           | イーグル-クライマックス | 1:54.93 | +1.75 | 9        |
| 10      | 4   | ジャッキー・スチュワート | BRM                     | 1:55.90 | +2.72 | 10       |
| 11      | 18  | マイク・スペンス         | ロータス-BRM            | 1:55.98 | +2.80 | DNS 1    |
| 12      | 19  | ジョー・シフェール       | クーパー-マセラティ     | 1:55.99 | +2.81 | 11       |
| 13      | 22  | ヨアキム・ボニエ         | クーパー-マセラティ     | 1:56.49 | +3.31 | 12       |
| 14      | 14  | ロニー・バックナム       | ホンダ                  | 1:56.59 | +3.41 | 13       |
| 15      | 17  | ブルース・マクラーレン   | マクラーレン-フォード   | 1:56.84 | +3.66 | 14       |
| 16      | 9   | モイセス・ソラーナ       | クーパー-マセラティ     | 1:57.44 | +4.26 | 15       |
| 17      | 10  | イネス・アイルランド     | BRM                     | 1:57.46 | +4.28 | 16       |
| 18      | 2   | ピーター・アランデル     | ロータス-BRM            | 2:00.79 | +7.61 | 17       |
| 19      | 16  | ボブ・ボンドゥラント     | イーグル-ウェスレイク   | 2:02.88 | +9.70 | 18       |
| ソース: |     |                          |                         |         |       |          |

追記
- ^1 - スペンスは予選中のアクシデントで負傷したため、決勝への出走を見合わせた[9]

### 決勝
| 順位    | No. | ドライバー               | コンストラクター        | 周回数 | タイム/リタイア原因 | グリッド | ポイント |
| ------- | --- | ------------------------ | ----------------------- | ------ | ------------------- | -------- | -------- |
| 1       | 7   | ジョン・サーティース     | クーパー-マセラティ     | 65     | 2:06:35.34          | 1        | 9        |
| 2       | 5   | ジャック・ブラバム       | ブラバム-レプコ         | 65     | +7.88               | 4        | 6        |
| 3       | 6   | デニス・ハルム           | ブラバム-レプコ         | 64     | +1 Lap              | 6        | 4        |
| 4       | 12  | リッチー・ギンサー       | ホンダ                  | 64     | +1 Lap              | 3        | 3        |
| 5       | 15  | ダン・ガーニー           | イーグル-クライマックス | 64     | +1 Lap              | 9        | 2        |
| 6       | 22  | ヨアキム・ボニエ         | クーパー-マセラティ     | 63     | +2 Laps             | 12       | 1        |
| 7       | 2   | ピーター・アランデル     | ロータス-BRM            | 61     | +4 Laps             | 17       |          |
| 8       | 14  | ロニー・バックナム       | ホンダ                  | 60     | +5 Laps             | 13       |          |
| Ret     | 11  | ペドロ・ロドリゲス       | ロータス-クライマックス | 49     | ディファレンシャル  | 8        |          |
| Ret     | 17  | ブルース・マクラーレン   | マクラーレン-フォード   | 40     | エンジン            | 14       |          |
| Ret     | 19  | ジョー・シフェール       | クーパー-マセラティ     | 33     | サスペンション      | 11       |          |
| Ret     | 8   | ヨッヘン・リント         | クーパー-マセラティ     | 32     | サスペンション      | 5        |          |
| Ret     | 10  | イネス・アイルランド     | BRM                     | 28     | トランスミッション  | 16       |          |
| Ret     | 4   | ジャッキー・スチュワート | BRM                     | 26     | オイル漏れ          | 10       |          |
| Ret     | 16  | ボブ・ボンドゥラント     | イーグル-ウェスレイク   | 24     | 燃料システム        | 18       |          |
| Ret     | 3   | グラハム・ヒル           | BRM                     | 18     | エンジン            | 7        |          |
| Ret     | 1   | ジム・クラーク           | ロータス-BRM            | 9      | ギアボックス        | 2        |          |
| Ret     | 9   | モイセス・ソラーナ       | クーパー-マセラティ     | 9      | オーバーヒート      | 15       |          |
| DNS     | 18  | マイク・スペンス         | ロータス-BRM            |        | 予選でアクシデント  |          |          |
| ソース: |     |                          |                         |        |                     |          |          |

ファステストラップ
- リッチー・ギンサー - 1:53.75 (58周目)

ラップリーダー
- 1=ギンサー、2-5=ブラバム、6-65=サーティース
- 周回数: サーティース - 60周、ブラバム - 4周、ギンサー - 1周

## ランキング
|         | 順位 | ドライバー           | ポイント |
| ------- | ---- | -------------------- | -------- |
|         | 1    | ジャック・ブラバム   | 42 (45)  |
| 1       | 2    | ジョン・サーティース | 28       |
| 1       | 3    | ヨッヘン・リント     | 22 (24)  |
| 3       | 4    | デニス・ハルム       | 18       |
| 1       | 5    | グラハム・ヒル       | 17       |
| ソース: |      |                      |          |

|         | 順位 | コンストラクター    | ポイント |
| ------- | ---- | ------------------- | -------- |
|         | 1    | ブラバム-レプコ     | 42 (49)  |
|         | 2    | フェラーリ          | 31 (32)  |
|         | 3    | クーパー-マセラティ | 30 (35)  |
|         | 4    | BRM                 | 22       |
|         | 5    | ロータス-BRM        | 13       |
| ソース: |      |                     |          |

- 注:  トップ5のみ表示。ベスト5戦のみがカウントされる。ポイントは有効ポイント、括弧内は総獲得ポイント。